# Distrito de San Cristóbal de Calacoa
El distrito peruano de San Cristóbal es uno de los 6 distritos de la provincia de Mariscal Nieto, ubicada en el Departamento de Moquegua, bajo la administración del  Gobierno regional de Moquegua, en el sur del Perú.

## Historia
El distrito fue creado mediante Ley N.º 9940 del 31 de enero de 1944, en el gobierno de presidente Manuel Prado Ugarteche.
La capital del distrito es la población de Calacoa ubicada a 3458 m s. n. m.
Desde el punto de la jurisdicción eclesial forma parte de la diócesis de Tacna y Moquegua la cual, a su vez, pertenece a la arquidiócesis de Arequipa.

## Demografía
Según censo de población del año 2007 la población del distrito es de 3518 habitantes.

## Centros poblados
Las siguientes poblaciones pertenecen al distrito de San Cristóbal:
- CC. PP. Calacoa
- CC. PP. San Cristóbal
- CC. PP. Muylaque
- CC. PP. Sijuaya
- CC. PP. Aruntaya
- CC. PP. Titire
- CC. PP. Bellavista

## Autoridades

### Municipales
- 2023 - 2026[5]
  - Alcalde: Claudio Vizcarra Maquera, Partido Político Perú Libre.
  - Regidores:

## Turismo
- Fuentes termales de Putina.- son géiseres que llegan a alcanzar los 3 m de altura. Provienen del río Putina son aguas volcánicas.[6]

- Volcán Ticsani de 5408 m s. n. m. ubicado en 16°45′18″S 70°35′44″O / -16.75500, -70.59556 en la cordillera Barroso.